# Vassyl Barvinsky
Vassyl Oleksandrovytch Barvinsky (en ukrainien : Василь Олександрович Барвінський, 20 février 1888 – 9 juin 1963) a été un compositeur ukrainien, pianiste, chef d'orchestre, professeur, musicologue et figure sociale liée à la musique.
Barvinsky a été l'un des premiers compositeurs ukrainiens à acquérir une reconnaissance mondiale. Ses pièces ont été publiées non seulement dans l'Union soviétique, mais aussi à Vienne, à Leipzig, à New York (Universal Edition), et au Japon. Barvinsky a dirigé une institution musicale post-secondaire dans la ville de Lviv (1915-1948), et a été considéré comme le chef de la vie musicale à l'époque. Il existe actuellement un Collège de Musique nommé d'après Barvinsky dans la ville de Drohobytch de l'Ukraine.

## Biographie
Vassyl Barvinsky est né à Ternopil (Autriche-Hongrie), le 20 février 1888. Barvinsky descendait d'une ancienne famille aristocratique. Le père de Barvinsky, Oleksander Barvinsky, était un célèbre pédagogue ukrainien, homme politique, et figure publique. En 1917, il a été nommé membre de la Chambre supérieure autrichienne. La mère de Vassyl, chanteuse et pianiste, est devenue son premier professeur de musique.

## Éducation
Barvinsky a acquis son éducation musicale professionnelle au Conservatoire de Lviv. Barvinsky a poursuivi son éducation musicale à Prague. Parmi ses professeurs ont été Vilém Kurz (piano), et Vítězslav Novák (composition). Quand il a commencé à enseigner, l'un de ses premiers étudiants était Stefania Turkewich.

## Œuvres
Barvinsky a écrit près de 30 œuvres. Les compositions de Barvinsky sont dites être impressionnantes par leur « ... maturité, réflexion et délicatesse ». Barvinsky a composé en divers genres, à l'exception du ballet et de l'opéra. Son style, romantique tardif avec des caractéristiques impressionnistes, a également été fortement influencé par le folklore ukrainien. Bien que beaucoup d'œuvres de Barvinsky aient été perdues, la majorité de son héritage créateur a subsisté et ses œuvres sont jouées dans le monde entier.

## Compositions
"Rhapsodie Ukrainienne" (Ukraÿinska Rapsodiya - Українська рапсодія) pour orchestre (1911)

Cycle pour piano "Amour" (Lioubov - Любов)

Sonate pour piano en ut dièse mineur

Trio avec piano en la mineur
 
Préludes pour piano

Concerto pour piano en fa mineur

Cinq miniatures sur des thèmes folkloriques ukrainiens

Cycle pour piano "Koliadky je Chtchedrivky" (Колядки і щедрівки)
 
La collection de piano pour les enfants : "Notre Soleil joue du piano" (Nache Sonetchko Hraÿe na Fortepiano - Наше сонечко грає на фортепіано)

"Suite ukrainienne" (Ukraÿinska syuyita - Українська сюїта)

"Suite de Lemkiv" (Lemkivchtchyna) (Lemkivska syuyita - Лемківська сюїта)
 
"Danses de Lemkiv" (Lemkivski tantsi - Лемківські танці)

Miniature pour chœur : "Le Soleil est déjà bas" (Uzhe sonetchko zakotylosia - Уже Сонечко Закотилося)

Chœurs d'enfants :
 
"Sur l'arbre de Fêtes d'hiver" (Na yalynku - На ялинку)

"L'Été" (Lito - Літо)

"La chanson des élèves" (Pisnia Chkoliariv - Пісня школярів)

Arrangements de chansons populaires:

"Là, sur la colline, il y a deux chênes" (Tam na hori dva dubky - Там на горі два дубки)

"Deux chansons populaires de Lemkiv" (Dvi lemkivski narodni pisni - Дві Лемківські народні пісні)

Six arrangements solo de chansons populaires, composés en 1912 :
Yahil-yahilotchka (Ягіл-ягілочка)

Oï, khodyla divtchyna berizhkom (Ой, ходила дівчина беріжком)

Tchy ty virno mene liubysh (Чи ти вірно мене любиш)

Vyichly v pôlé kosari (Вийшли в поле косарі)

Oï, ziydy, ziydy, yasen miçiatsiou (Ой, зійди, зійди, ясен місяцю)

Berceuse Oï Khody Fils (Ой ходиь сон)

Musique de chambre :

Sonate pour violoncelle et piano

Nocturne pour violoncelle (1910)

Variations sur un thème de chanson populaire pour violoncelle (1918) (Variatsiyi na temu narodnoyi pisni "Oi, pyla, pyla ta Lymerykha na médou " - Варіації на тему народної пісні "Ой, пила, пила та Лимериха на меду")

"Dumka" pour alto (1920) (Думка)

Sonate et Suite pour alto et piano
 
Suite pour alto (1927)

Sextuor pour piano et cinq instruments à cordes

Quatuor à cordes "Molodijniy" (publié en 1941)

Quatuor à cordes en si bémol majeur

Pour violon : "Humoreska", "Sumna Pisnia", "Kozatchok", "Metelytsia", "Pisnia bez sliv", également connue comme "Harodna Melodia"

## Œuvres littéraires liées à la musique
"Béla Bartók à Lviv" (Bela Bartok ou Lvovi - Бела Барток у Львові) 

"Un aperçu de l'histoire de la musique ukrainienne" (Ohliad istoriyi ukraÿinskoyi muzyky - Огляд історії української музики) 

"La musique ukrainienne" (Ukraÿinska muzyka -Українська музика) 

"Le Nouvel Âge de la musique ukrainienne" (co-écrit par Stechko et Liudkevytch)(Nova doba ukraÿinskoyi muzyky -Нова доба української музики) 

"Mes Souvenirs sur Mykola Lysenko" (1937) (Moyi spokhady pro Mykolu Lysenka - Мої спогади про Миколу Лисенка) 

"Viktor Kosenko" (1939) 

"L'œuvre V. Novak" (Tvortchist V. Novaka - Творчість В. Новака) 

"La chanson populaire ukrainienne et les compositeurs ukrainiens" (Prague, 1914) (Ukraÿinska narodna pisnia i ukrayinski kompozytory -Українська народна пісня і українські композитори) 

"Les caractéristiques de la chanson populaire ukrainienne et sa recherche" (Kharakterystyka ukraÿinskoyi narodnoÿi pisni ta yiyi doslidzhennia - Характеристика української народної пісні та ïï дослідження)